# Aira (Landes)
Aira en francès Aire-sur-l'Adour és un municipi francès, situat al departament de les Landes i a la regió de la Nova Aquitània.

## Demografia
| 1962                                       | 1968  | 1975  | 1982  | 1990  | 1999  | 2007  |
| ------------------------------------------ | ----- | ----- | ----- | ----- | ----- | ----- |
| 5.168                                      | 5.665 | 5.865 | 6.242 | 6.205 | 6.003 | 6.070 |
| Des de 1962: població sense dobles comptes |       |       |       |       |       |       |

## Administració
| Període   | Identitat   | Partit |
| --------- | ----------- | ------ |
| 1977-1989 | Jean Cledès | UDF    |
| 1989-     | Robert Cabe | PS     |

## Agermanaments
- Castro-Urdiales

## Personatges il·lustres
- Cesari Daugèr, escriptor gascó.